# Gräberfeld Sopron-Bécsi domb
Das Gräberfeld Sopron-Bécsi domb ist eine frühlatènezeitliche Gräberanlage im nordöstlichen Ortsteil Bécsi dom (Wienerberg) der ungarischen Stadt Sopron (dt. Ödenburg, Komitat Győr-Moson-Sopron). Der Fundort befindet sich in der Nähe der Landstraße Nr 84, genannt Wienerstraße, die über Klingenbach nach Wien führt. Heute sind dort keine Grabstellen mehr erhalten.

## Grabungsgeschichte und Besiedlung
Zwischen 1872 und 1882 wurden beim Kiesabbau am Südosthang eines Hügels die ersten Gräber gefunden. Von 1880 bis 1891 hat Lajos Bella alle Höhensiedlungen um Sopron erforscht und mehrere Aufsätze über seine keltischen Funde im Archaeologiai Értesitő veröffentlicht. In der ersten Hälfte des 20. Jahrhunderts haben Iván Paur und Ferenc Stornó jun. Grabungen durchgeführt, von Stornó stammt der Nachweis, dass es sich um ein birituelles Gräberfeld handelt (sowohl Körper- als auch Brandbestattungen). Seine Aufzeichnungen ermöglichten eine spätere Trennung der Grabfunde nach den Grabstellen. 2005 wurde von Erzsébet Jerem und Szoltan Vasáros eine Arbeit über das Gräberfeld veröffentlicht und von Jerem ein Ausstellungsposter für Wien gestaltet.
Insgesamt wurden lediglich zwölf Gräber ausgegraben und erforscht. Das am besten dokumentierte und datierte Grab (durch Schwappach 1971) ist eine vermutete Kriegerbestattung, die 1888 freigelegt worden war. Eine stempelverzierten Keramikflasche im Waldalgesheimstil ist das wichtigste Objekt. Die Grabbeigaben stammen aus dem Zeitabschnitt Latène B1 (etwa 380 bis 280 v. Chr.) und sind im Museum von Sopron (Soproni Múzeum) aufbewahrt. 